# Hebecarpa macradenia
Hebecarpa macradenia är en jungfrulinsväxtart som först beskrevs av Asa Gray, och fick sitt nu gällande namn av J.R.Abbott. Hebecarpa macradenia ingår i släktet Hebecarpa och familjen jungfrulinsväxter. Inga underarter finns listade i Catalogue of Life.